# Apt. (bài hát)
"Apt." (viết tắt của "Apartment") là một bài hát của nữ ca sĩ người New Zealand gốc Hàn Quốc Rosé và nam ca sĩ kiêm nhạc sĩ sáng tác bài hát người Mỹ Bruno Mars. Ca khúc được The Black Label và Atlantic Records phát hành vào ngày 18 tháng 10 năm 2024, đóng vai trò là đĩa đơn mở đường cho album phòng thu đầu tay của Rosé, Rosie (2024). "Apt." đánh dấu đĩa đơn solo đầu tiên của Rosé sau ba năm vắng bóng và là sản phẩm âm nhạc đầu tiên của nữ ca sĩ kể từ khi rời khỏi YG Entertainment và Interscope Records vào năm 2023. "Apt." được sáng tác bởi nhiều nhạc sĩ bao gồm cả Rosé và Mars. Bài hát chứa đựng những âm thanh bắt nguồn từ bản hit "Mickey" năm 1982 của Toni Basil. "Apt." là ca khúc thuộc thể loại nhạc pop tiết tấu nhanh, pop rock, pop punk và new wave. Trong bài hát còn có âm hưởng thể loại như indie rock và electropop. Nội dung "Apt." được lấy ý tưởng từ một trò chơi uống rượu Hàn Quốc, với phần lời điệp khúc của bài hát là những tiếng apateu (tiếng Hàn: 아파트; dịch nghĩa đen: "apartment") hô vang theo nhịp của trò chơi.
Giới chuyên môn tán dương "Apt." nhờ vào âm nhạc bắt tai, gây sức hấp dẫn rộng rãi cho mọi văn hóa và góp phần lan tỏa nền văn hóa Hàn Quốc trên toàn thế giới. Bài hát này đạt được thành công về mặt thương mại khi dành ra 10 tuần liền đứng đầu hai bảng xếp hạng Billboard Global 200 và Global Excl. US, qua đó trở thành đĩa đơn quán quân thứ hai của Rosé và Mars và là bài hát đứng hạng nhất lâu nhất trong năm 2024 trên hai bảng xếp hạng này. Tại Hàn Quốc, "Apt." đứng thứ nhất trên Circle Digital Chart suốt 10 tuần liên tiếp. Đây là ca khúc đầu tiên của ca sĩ nữ solo K-pop đứng đầu ARIA Singles Chart của Úc và là bài hát phương Tây đầu tiên giành ngôi đầu bảng Billboard Japan Hot 100 sau hơn một thập kỷ. "Apt." còn đứng đầu bảng xếp hạng ở hơn 30 quốc gia khác nhau bao gồm Áo, Đức, Indonesia, New Zealand, Philippines và Thụy Sĩ. Bài hát đạt top 5 ở các bảng xếp hạng Billboard Hot 100 và UK Singles Chart, giúp Rosé trở thành nghệ sĩ nữ solo K-pop đầu tiên làm được điều này.
Video âm nhạc do Mars và Daniel Ramos đạo diễn được công chiếu trên trang YouTube của Rosé cùng ngày phát hành với đĩa đơn. Nội dung trong đó chỉ đơn giản là một ban nhạc garage rock gồm hai thành viên Rosé và Mars mặc áo đen và ca hát nhảy nhót tung tăng dưới tông nền màu hồng. Video âm nhạc lập kỷ lục số lượt xem trên YouTube, trở thành video nghệ sĩ K-pop nhanh nhất đạt 500 triệu lượt xem trên nền tảng. Rosé biểu diễn "Apt." tại những chương trình như The Seasons: Lee Young-ji's Rainbow, Christmas Live Lounge 2024 của BBC Radio 1 và The Tonight Show Starring Jimmy Fallon. Cô còn trình diễn chung với Mars tại giải MAMA 2024, tại đây họ được trao giải Xung động Toàn cầu.

## Bối cảnh và quảng bá
Ngày 29 tháng 12 năm 2023, Rosé thông báo rời khỏi công ty giải trí Hàn Quốc YG Entertainment cùng hãng thu liên kết The Black Label để phát triển sự nghiệp solo, trong khi vẫn tiếp tục hoạt động cùng YG với vai trò là thành viên của nhóm nhạc nữ Hàn Quốc Blackpink. Trước khi ra đi, Rosé phát hành album đĩa đơn solo đầu tay R vào tháng 3 năm 2021 gồm hai bài hát "On the Ground" và "Gone". Các bản phát hành này đều đem lại cho Rosé những thành công về mặt thương mại.
Tháng 8 năm 2024, nhiều người bắt gặp Rosé tham dự buổi hòa nhạc của nam ca sĩ kiêm nhạc sĩ sáng tác bài hát Bruno Mars tại Los Angeles và lát sau đăng tải bức hình chụp cô mặc áo có in hình Mars trên đó. Tháng 9, Rosé thông báo qua tài khoản mạng xã hội của cô là đã ký hợp đồng solo toàn cầu mới với hãng thu âm Atlantic Records. Ngày 16 tháng 10, Rosé đăng hình polaroid cô ngồi kế bên Mars với dòng mô tả rằng cô đang hướng dẫn anh chơi trò chơi uống rượu Hàn Quốc. Mars còn đăng bài trên Instagram kể về việc Rosé đã cố hôn anh tối hôm đó, dẫn đến nhiều tin đồn là bài hát hợp tác giữa cả hai sắp sửa được phát hành.
Ngày 17 tháng 10, Rosé thông báo "đánh úp" phát hành đĩa đơn lên mạng xã hội vào ngày mai, kèm theo đó là bức hình chụp ảnh bìa đĩa đơn trắng đen tông hồng cho thấy Mars đứng phía sau dàn trống, còn Rosé thì ngồi phía trước mặc áo khoác lông đen. Thông báo này được đưa ra vài tuần sau khi Rosé công bố phát hành album phòng thu đầu tay Rosie vào ngày 6 tháng 12 năm 2024.

## Nhạc và lời
"Apt." được sáng tác bởi Rosé, Amy Allen, Brody Brown, Philip Lawrence, Theron Thomas của R. City, Rogét Chahayed, Omer Fedi, Cirkut và Mars. Công đoạn sản xuất bài hát do Chahayed, Fedi và Cirkut và Mars thực hiện. Nicky Chinn và Mike Chapman được ghi công bổ sung nhờ vào những âm thanh trong bài hát được lấy từ đĩa đơn năm 1982 "Mickey" của Toni Basil. Các nhà phê bình phân loại "Apt." là một bài hát thuộc thể loại nhạc pop, pop punk, pop rock và new wave, với yếu tố thể loại phụ indie rock và electropop. Mở đầu bài hát là các phân đoạn rap, tiếp đến là đoạn tiền điệp khúc phong cách melodic.
'Apt.' thực ra là trò chơi uống rượu Hàn Quốc yêu thích mà tôi chơi với bạn bè ở nhà. [Bài hát] rất đơn giản, khiến bạn mỉm cười và phá vỡ sự im lặng tại bất kỳ bữa tiệc nào. Một đêm trong phòng thu, tôi đã chỉ cho ekip của mình cách chơi trò chơi này. Mọi người đều bị cuốn hút, đặc biệt là khi tôi bắt đầu hát. Vì vậy chúng tôi đã chơi đùa và nói rằng nên tạo một bài hát từ [trò chơi đó]... Sau khi Bruno tham gia vào, phần còn lại trở thành điều tuyệt vời chưa từng có!— Rosé nói về ý tưởng sáng tác "Apt.".

Đoạn điệp khúc "vui nhộn" và "gây nghiện" của "Apt." là những từ apateu (tiếng Hàn: 아파트; dịch nghĩa đen: "apartment") được lấy từ lời hô vang theo nhịp của trò chơi uống rượu Hàn Quốc tên là "Apartment", đó cũng là tiêu đề của bài hát. Trong một buổi phỏng vấn cùng Vogue, Rosé nói rằng cô lúc đầu "kiểu như hoảng loạn lo lắng" trước việc mọi người phản ứng với bài hát kể về trò chơi uống rượu. Thậm chí, Rosé còn định kêu đội ngũ của cô xóa "Apt." khỏi điện thoại của họ, song cô phát hiện đội ngũ đã bị lôi cuốn trước bài hát đó. Một thời gian sau, Rosé đề nghị hợp tác với Mars và gửi cho anh ba bài gồm có "Apt.". Sau khi Mars nghe bài hát lần đầu, anh hỏi nhan đề có nghĩa là gì thì Rosé giải thích rằng đó là tên của một trò chơi uống rượu Hàn Quốc. Rosé còn bày tỏ rằng cô "chưa từng nghĩ [việc hợp tác] sẽ xảy đến" và "cực kỳ phấn khích" khi sắp làm việc cùng với Mars. Ngày 8 tháng 11 năm 2024, Rosé đăng video hậu trường trên Instagram nhằm ăn mừng kỷ niệm một năm ngày sáng tác và thu âm "Apt." vào ngày 7 tháng 11 năm 2023.

## Đánh giá chuyên môn
| Đánh giá chuyên môn | Đánh giá chuyên môn |
| Nguồn đánh giá      | Nguồn đánh giá      |
| Nguồn               | Đánh giá            |
| ------------------- | ------------------- |
| IZM                 | [ 20 ]              |
| NME                 | [ 12 ]              |

"Apt." được các nhà phê bình cũng như giới mộ điệu hoan nghênh rộng rãi. Ca khúc góp mặt trong nhiều bảng xếp hạng cuối năm của nhiều nhà phê bình và được cho là một hiện tượng văn hóa. Forbes công nhận "Apt." là bài hát K-pop được hoan nghênh nhất năm 2024. Rhian Daly của NME dành tặng bài hát 5 sao tuyệt đối và nhận xét "Apt." là "một bản nhạc sôi động tràn đầy năng lượng vui tươi, từ giai điệu pop rock mạnh mẽ đến đoạn điệp khúc gây nghiện." Trên tờ Vogue, Irene Kim ca ngợi chất giọng hài hòa giữa Rosé và Mars và gọi đây là "một niềm vui nhạc pop punk [...] sẽ khiến người hâm mộ hò reo theo". Paper chọn "Apt." là 10 ca khúc hay nhất ra mắt hàng tuần và cảm nhận đây là một "track pop rock đùa giỡn" khi đi cùng với một "video vui nhộn không thể cưỡng lại theo phong cách The Ting Tings". Billboard đưa "Apt." vào danh sách những bài hát phải nghe hàng tuần và ca ngợi là "một bản nhạc pop hấp dẫn toàn là điệp khúc vỗ tay theo".
Các nhà phê bình người Hàn Quốc cũng khen ngợi tương tự nhờ vào giai điệu hấp dẫn và ý tưởng sáng tạo của "Apt". Lim Dong-yeop của IZM chấm "Apt." 3,5/5 sao. Jeong Min-jae tán tụng điệp khúc lặp đi lặp lại giống như thánh ca của "Apt", tính gây nghiện của bài hát và sức tác động của điệp khúc cuốn hút. Nhà phê bình nhận định "Apt" hoàn toàn có thể bắt tai người nghe nước ngoài vì lời bài hát dễ phát âm với nhịp điệu vui nhộn. Jeong phát biểu rằng phong cách pop punk trộn lẫn rock của "Apt" phù hợp với xu hướng âm nhạc hiện tại, có thể giúp tên tuổi K-pop vươn ra xa hơn cả tiêu chuẩn công nghiệp của nền âm nhạc đó. Park Seon-min, một chuyên gia phê bình văn hóa đại chúng và giáo sư tại Đại học Kyung Hee, công nhận sức nổi tiếng trên toàn thế giới của "Apt." nhờ vào ca từ thu hút, chủ đề trò chơi uống rượu và sức hâp dẫn của hình tượng ngôi sao giải trí. Chuyên gia cho biết chính giai điệu gây nghiện, hình ảnh MV sống động và chủ đề dễ hiểu của bài hát, khiến "Apt." hấp dẫn và dễ được đông đảo khán giả thưởng thức. Trong khi đó, Jeong Won-seok bình luận rằng bản thân "Apt." không có gì "mới mẻ" khi âm thanh bài hát gợi nhớ đến những bản nhạc như "Mickey" và "That's Not My Name" của The Ting Tings. Tuy nhiên, nhà phê bình này cũng khen ngợi "Apt." đã đem đến một phong cách mới hiếm thấy trong K-pop, gọi đây là "một bài hát pop được nhào nặn tốt" và khác biệt so với các bản nhạc pop tiếng Anh thông thường.

### Phân tích văn hóa
Nhà phê bình Lim Hee-yoon cho rằng "Apt." đang biến ngôn ngữ tiếng Hàn đời thường trở thành một meme toàn cầu gần giống như "Gentleman" của Psy hoặc "Daechwita" của Suga đã từng làm, bằng cách sử dụng cách phát âm ngôn ngữ độc nhất với hiếm gặp ở phương Tây. Hee-yoon còn so sánh "Apt." với "Hangover" của Psy và Snoop Dogg, bảo rằng "Apt." tượng trưng cho sức ảnh hưởng của các nghệ sĩ Hàn Quốc trên toàn thế giới. Nhà phê bình đánh giá "Apt." có phần hook mạnh mẽ mang âm hưởng của thập niên 80 và tiến trình hợp âm giai điệu gợi nhớ đến âm nhạc của các ban nhạc hiện đại. Nhà phê bình nhạc đại chúng Kim Do-heon khẳng định rằng mặc dù Rosé cũng sở hữu sẵn một hình tượng toát lên vẻ "hạng sang" nhưng sức hút của "Apt." thực chất còn đến từ việc Rosé lồng ý tưởng trò chơi uống rượu vào, cộng thêm lần hợp tác với Bruno Mars lại mang đến cho người hâm mộ cảm giác gần gũi và sôi động, khiến cho bài hát càng được đón nhận nồng nhiệt hơn.
Chuyên gia âm nhạc Lim Jin-mo khen ngợi sức gây nghiện của "Apt.", vốn là yếu tố chủ đạo trong nền nhạc đại chúng, và cả cách bài hát kết hợp những khía cạnh thú vị trong văn hóa Hàn Quốc với sức hấp dẫn toàn cầu của Mars. Anh ví bài hát là một "glocal" thành công, trong đó "glocal" là từ kết hợp giữa ảnh hưởng toàn cầu (global) và tại Hàn Quốc (local). Lee Dae-hwa trên đài YTN cho rằng đoạn hook gây nghiện "Apt." có nét giống với những bài hát như vậy trong quá khứ, chẳng hạn như "Crazy" của Son Dam-bi và "Gee" của Girls' Generation. Nhà phê bình khẳng định nhạc đại chúng cần những đoạn hook ngắn và lặp đi lặp lại như vậy, nhất là trong các bài nhạc dance. Dae-hwa cũng so sánh "Apt." với "Gangnam Style" của Psy, nói rằng trong khi cả hai bài hát này đều sử dụng các yếu tố văn hóa để trở thành hiện tượng lan truyền thì "Apt." lại nổi bật hơn nhờ giai điệu hấp dẫn và xu hướng đương đại.
Một nhà phê bình văn hóa đại chúng khác là Jeong Deok-hyeon nhận định rằng K-pop có thể được xem là nền âm nhạc đại diện cho tiểu văn hóa trên thế giới, thay vì là chính thống. Deok-hyeon khen ngợi "Apt." vì cách bài hát khéo léo lồng ghép các yếu tố Hàn Quốc, chẳng hạn như việc lặp đi lặp lại từ apateu và cảnh quay trong MV có hình ảnh Mars vẫy Taegeukgi (quốc kỳ Hàn Quốc) khiến cho những người hâm mộ K-pop trở nên hân hoan theo "tình cảm từ người ngoại quốc thiểu số" dành cho Hàn Quốc. Kim Kyo-seok nhận xét rằng thành công về mặt thương mại của "Apt." đa phần dưới dạng video thời lượng ngắn theo trào lưu meme, phản ánh "thời đại meme" ngày nay. Kyo-seok viết rằng hình ảnh Mars vẫy Taegeukgi và hô vang geonbae (cạn ly) là biểu tượng mạnh mẽ cho sức hấp dẫn toàn cầu của văn hóa Hàn Quốc.
Giáo sư Seo Kyung-deok từ Đại học Nữ sinh Sungshin dành lời khen cho "Apt." vì đã góp phần quảng bá văn hóa Hàn Quốc trên toàn cầu. Kyung-deok chỉ ra những phân đoạn trong video ca nhạc, như Mars hô vang geonbae và những ca từ mà Rosé cất lên, đã thúc đẩy sự quan tâm của quốc tế đối với các mặt hàng gắn liền với văn hóa Hàn Quốc như somaek, "một trong những nền văn hóa uống rượu tiêu biểu của Hàn Quốc đang dần được giới thiệu rộng rãi đến mọi người trên khắp thế giới". Tương tự như vậy, nhà phê bình văn hóa Chung Deok-hyun nhấn mạnh "Apt." là sự kết hợp giữa văn hóa Hàn Quốc và nhạc pop, cùng với các nhà sản xuất người Mỹ khiến bài hát càng gia tăng sức hấp dẫn toàn cầu. Deok-hyun coi đây là một cột mốc quan trọng của K-pop, cho thấy cách các nghệ sĩ như Rosé hoàn toàn có thể cầu nối K-pop với thị trường âm nhạc toàn cầu.
Tác giả người Nhật Bản và cựu giáo sư Đại học Ngoại ngữ Tokyo Noma Hideki đã nhấn mạnh sức hấp dẫn độc đáo của ca khúc, gọi đây là "chiến thắng của chủ nghĩa đa ngôn ngữ" vì sự pha trộn giữa tiếng Anh, tiếng Hàn, nhạc pop phương Tây và các khẩu hiệu trong trò chơi Hàn Quốc. Trong một cuộc phỏng vấn với The Hankook Ilbo, Hideki ca ngợi cách "Apt." tăng cường sức hấp dẫn của ngôn ngữ bằng cách kết hợp giữa tiếng Anh với tiếng Hàn mà không cần dựa vào cách kể chuyện truyền thống. Giáo sư cũng phát hiện các âm bật hơi tiếng Hàn lặp lại "ㅍ" (p) và "ㅌ" (t) đã tạo thêm nhịp điệu và nét quyến rũ cho từ apateu, giúp khán giả không thông thạo tiếng Hàn yêu thích âm thanh của nó "trong khi vẫn giữ lại một chút ẩn ý của từ".

### Danh sách xếp hạng
| Ấn phẩm       | Danh sách                                      | Thứ hạng | Tham khảo |
| ------------- | ---------------------------------------------- | -------- | --------- |
| Billboard     | 100 bài hát xuất sắc nhất năm 2024             | 56       | [ 34 ]    |
| Consequence   | 200 bài hát xuất sắc nhất năm 2024             | 166      | [ 35 ]    |
| NME           | 50 bài hát xuất sắc nhất năm 2024              | 14       | [ 36 ]    |
| NME           | 25 bài hát K-pop xuất sắc nhất năm 2024        | 2        | [ 37 ]    |
| Paste         | 20 bài hát K-pop xuất sắc nhất năm 2024        | 3        | [ 38 ]    |
| Rolling Stone | Top 25 bài hát của năm 2024 theo Rob Sheffield | 23       | [ 13 ]    |
| Rolling Stone | 100 bài hát xuất sắc nhất năm 2024             | 21       | [ 39 ]    |
| Stereogum     | Top 40 bài hát pop của năm 2024                | 35       | [ 40 ]    |
| Uproxx        | Những bài hát xuất sắc nhất năm 2024           | Xếp hạng | [ 41 ]    |
| USA Today     | 10 bài hát xuất sắc nhất năm 2024              | 9        | [ 42 ]    |

## Tác động
Công ty nghiên cứu Gallup Korea vinh danh "Apt." là bài hát của năm 2024 trong cuộc khảo sát những người tham gia dưới 40 tuổi công khai thường niên. Ca khúc này được sử dụng làm bài hát biểu tình tại Thiết quân luật Hàn Quốc 2024. Sau khi phát hành, "Apt." giúp hồi sinh bản hit năm 1982 "Apartment" (아파트) của Yoon Soo-il bằng cách gia tăng lượt phát nhạc trực tuyến lên đến 190% trên Genie Music. Trong một cuộc gọi phỏng vấn với Yonhap News, Yoon phát biểu: "Tôi rất vui vì Rosé và Bruno Mars đã hồi sinh bài hát của tôi". Bài hát còn làm tăng giá trị cổ phiếu của HiteJinro lên 6% (21.200 won), khiến cho số lượng giao dịch vượt quá 1 triệu. Các nhà đầu tư bày tỏ lạc quan trước khoản tăng thêm đó. Một đại diện từ công ty bảo rằng somaek có thể trở thành chủ đề toàn cầu do ảnh hưởng của Rosé và nữ ca sĩ "đã biến văn hóa ăn chơi của Hàn Quốc trở thành âm nhạc, chỉ cho chúng ta cách làm somaek. Đó là điều mà chúng tôi hy vọng sẽ khơi dậy sự quan tâm của quốc tế đối với rượu soju Hàn Quốc". HiteJinro còn phải tận dụng sức hút video âm nhạc của Rosé và hướng dẫn soju để thực hiện các chiến lược marketing trên mạng xã hội nhằm tăng cường xuất khẩu trong bối cảnh bán hàng tại nội địa Hàn Quốc diễn ra chậm chạp. Ngoài ra, giá trị cổ phiếu của YG Plus còn tăng lên 157,8% chỉ sau 6 ngày nhờ phân phối các sản phẩm âm nhạc solo của Rosé dưới hãng đĩa The Black Label. Nhà phân tích Lim Su-jin từ Daishin Securities cho biết "Apt." đã giúp các nhà đầu tư vào ngành giải trí tự tin hơn bằng cách cho thấy K-pop vẫn phổ biến được ở các nước phương Tây.

## Giải thưởng và đề cử
"Apt." giành 9 giải nhất trên các chương trình âm nhạc Hàn Quốc. Bài hát còn thắng 3 giải phổ biến hàng tuần của Melon vào các ngày 28 tháng 10, 4 tháng 11 và 18 tháng 11 năm 2024. Nhờ thành công của bài hát, Rosé và Mars đều nhận được giải thưởng Xung động Toàn cầu tại giải MAMA 2024.
| Năm  | Lễ trao giải                    | Hạng mục                            | Kết quả   | Tham khảo |
| ---- | ------------------------------- | ----------------------------------- | --------- | --------- |
| 2024 | Giải thưởng Nghệ sĩ Châu Á      | Bài hát của năm                     | Đoạt giải | [ 54 ]    |
| 2024 | Giải thưởng Âm nhạc Pop Châu Á  | Hợp tác xuất sắc nhất (nước ngoài)  | Đoạt giải | [ 55 ]    |
| 2024 | Giải thưởng Âm nhạc Pop Châu Á  | Top 20 bài hát của năm (nước ngoài) | Đoạt giải | [ 56 ]    |
| 2024 | Giải thưởng Âm nhạc Pop Châu Á  | Bài hát của năm (nước ngoài)        | Đề cử     | [ 57 ]    |
| 2024 | Giải thưởng NetEase Cloud Music | Đĩa đơn hợp tác nổi tiếng nhất năm  | Đoạt giải | [ 58 ]    |
| 2024 | Giải K-pop Philippine           | Hợp tác xuất sắc nhất năm           | Đoạt giải | [ 59 ]    |

| Năm  | Tổ chức              | Kỷ lục                                                         | Tham khảo |
| ---- | -------------------- | -------------------------------------------------------------- | --------- |
| 2025 | Sách Kỷ lục Guinness | Nghệ sĩ K-pop nữ đầu tiên lọt vào top 10 Billboard Radio Songs | [ 60 ]    |

| Chương trình     | Ngày                 | Tham khảo |
| ---------------- | -------------------- | --------- |
| Inkigayo         | 27 tháng 10 năm 2024 | [ 61 ]    |
| Inkigayo         | 3 tháng 11 năm 2024  | [ 62 ]    |
| Inkigayo         | 10 tháng 11 năm 2024 | [ 63 ]    |
| M Countdown      | 24 tháng 10 năm 2024 | [ 64 ]    |
| M Countdown      | 31 tháng 10 năm 2024 | [ 65 ]    |
| Show! Music Core | 2 tháng 11 năm 2024  | [ 66 ]    |
| Show! Music Core | 9 tháng 11 năm 2024  | [ 67 ]    |
| Show! Music Core | 16 tháng 11 năm 2024 | [ 68 ]    |
| Music Bank       | 3 tháng 1 năm 2025   | [ 69 ]    |

## Diễn biến thương mại

### Trên thế giới
"Apt." trở thành một bài hát hit toàn cầu từ khi được ra mắt và lập tức chiếm lĩnh bảng xếp hạng phát nhạc hàng ngày trên thế giới của Spotify. Sau 7 ngày, "Apt." đạt 100 triệu lượt phát trên Spotify, trở thành ca khúc lập thành tích này nhanh nhất đối với nghệ sĩ nữ K-pop và nhanh thứ nhì nếu xét trên toàn bộ nghệ sĩ K-pop. "Apt." ra mắt ở vị trí số 1 ở cả bảng xếp hạng Billboard Global 200 lẫn Global Excl. US, trở thành đĩa đơn quán quân thứ hai của cả Rosé and Mars trên cả hai bảng xếp hạng này, lần lượt sau "On the Ground" (2021) của Rosé và "Die with a Smile" (2024) của Mars hợp tác với Lady Gaga. Rosé là thành viên Blackpink đầu tiên sở hữu nhiều bài hát quán quân ở vai trò solo, vượt qua Jennie và Lisa. Trên Global 200, "Apt." thu về 224,5 triệu lượt phát và 29.000 lượt mua trong tuần lễ đầu tiên từ ngày 18 đến ngày 24 tháng 10, trở thành bài hát được stream nhiều thứ nhì sau "Butter" (2021) của BTS. "Apt." còn vượt qua "Seven" của Jungkook hợp tác với Latto (2023) và "Pink Venom" (2022) của Blackpink để lập thành tích trở thành bài hát được stream nhiều nhất tuần của một nghệ sĩ solo và nghệ sĩ nữ K-pop.
"Apt." dành ra tuần thứ hai ở vị trí đầu bảng trên cả Billboard Global 200 và Global Excl. US. Đây là bài hát đầu tiên trong lịch sử bảng xếp hạng Global 200 đạt hơn 200 triệu lượt phát trực tuyến trên toàn thế giới trong nhiều tuần. Trên Global 200, "Apt." đạt 207,5 triệu lượt phát trực tuyến và 17.000 lượt bán trên toàn thế giới trong tuần thứ hai và giành được tuần phát trực tuyến nhiều thứ 6 từ trước đến nay. "Apt." tiếp tục giữ vững vị trí này ở cả hai bảng xếp hạng toàn cầu suốt 9 tuần liên tục, đồng thời độc chiếm 9 trong 10 tuần stream nhiều nhất toàn cầu đối với bài hát phát hành trong năm 2024. Bài hát đứng đầu bảng xếp hạng Global 200 lâu nhất năm 2024, vượt qua kỷ lục 8 tuần của "Die with a Smile". "Apt." cũng trở thành bài hát đứng đầu bảng xếp hạng lâu nhất năm 2024 trên Global Excl. US, vượt qua kỷ lục 8 tuần của "Die with a Smile", "Beautiful Things" của Benson Boone và "Espresso" của Sabrina Carpenter. Bài hát dành tổng cộng 11 tuần không liên tiếp ở vị trí số một trên bảng xếp hạng Global 200, san bằng với "Stay" của the Kid Laroi và Justin Bieber để trở thành bản hit quán quân có thời gian trụ hạng lâu thứ tư trong lịch sử bảng xếp hạng này. "Apt." cũng dành tổng cộng 12 tuần không liên tiếp ở vị trí quán quân trên bảng xếp hạng Global Excl. US, trở thành bản hit đứng đầu bảng xếp hạng lâu thứ tư trong lịch sử.

### Tại châu Á và châu Đại Dương
Tại Hàn Quốc, The Black Label thông báo vào ngày 22 tháng 10 rằng "Apt." đạt được perfect all-kill, nghĩa là bài hát cùng lúc đạt vị trí số một trên tất cả các bảng xếp hạng theo thời gian thực, theo ngày và theo tuần tại quốc gia này chỉ sau 4 ngày phát hành. Ngày 27 tháng 10, bảng xếp hạng nhạc số iChart tiếp tục thông báo xác nhận tương tự. Đây là lần đầu tiên Rosé đạt được thành tích đó ngoài hoạt động cùng Blackpink và giúp cô trở thành nghệ sĩ solo K-pop đầu tiên trong thập kỷ đạt được cột mốc này cả với tư cách cá nhân lẫn thành viên nhóm nhạc. "Apt." ra mắt ở hạng 17 trên Circle Digital Chart nhờ vào 2 ngày theo dõi số liệu và nhảy lên hạng nhất vào tuần kế tiếp. Bài hát đứng đầu bảng xếp hạng trong 6 tuần liên tiếp và tụt xuống vị trí thứ 2 vào tuần thứ 8. "Apt." trở lại vị trí số một vào tuần tiếp theo và tiếp tục giữ nguyên vị trí này trong 4 tuần liên tiếp, tổng cộng là 10 tuần không liên tiếp ở vị trí số một. Tại Nhật Bản, bài hát đạt hạng 1 trên Billboard Japan Hot 100 vào tuần ngày 20 tháng 11 và trở thành ca khúc phương Tây thứ 5 đứng đầu bảng xếp hạng này và đầu tiên kể từ "Glad You Came" của The Wanted vào năm 2013. "Apt." dành ra 3 tuần liên tục ở top đầu (tổng cộng là 4 tuần không liên tục), qua đó trở thành bài hát phương Tây đầu tiên đứng đầu bảng xếp hạng Japan Hot 100 nhiều tuần liền. "Apt." cũng trở thành bài hát đầu tiên của một nghệ sĩ không phải người Nhật trong vòng ba năm qua đứng đầu Oricon Streaming Chart trong 2 tuần liên tiếp, thành tích mà BTS đạt được lần gần nhất với "Permission to Dance" vào năm 2021.
Tại New Zealand, "Apt." ra mắt ở vị trí quán quân trên bảng xếp hạng đĩa đơn của New Zealand, trở thành ca khúc đầu tiên của Rosé đứng đầu bảng xếp hạng tại quốc gia này, cũng như là ca khúc thứ sáu của Mars. Tại nước Úc, "Apt." ra mắt ở vị trí số một trên bảng xếp hạng đĩa đơn ARIA, giúp Rosé trở thành nghệ sĩ K-pop solo đầu tiên đứng đầu bảng xếp hạng kể từ "Gangnam Style" (2012) của Psy. Cô còn trở thành nghệ sĩ K-pop nữ solo đầu tiên đứng đầu bảng xếp hạng Úc, trong khi trước đó cô cũng đã đứng đầu bảng xếp hạng này với tư cách là thành viên của Blackpink với "Pink Venom" vào năm 2022. Đối với Mars, "Apt." trở thành bản hit quán quân thứ tư của anh tại Úc. "Apt." đã dành ba tuần đầu tiên đứng đầu bảng xếp hạng Úc, đánh dấu lần đầu tiên một nghệ sĩ Hàn Quốc có nhiều tuần đứng đầu bảng xếp hạng kể từ "Gangnam Style". Kể từ đó, ca khúc này đã đứng đầu bảng xếp hạng Úc trong tổng cộng mười tuần không liên tiếp. Nhờ đó, "Apt." trở thành đĩa đơn quán quân trụ vững lâu nhất của Mars trên bảng xếp hạng tại Úc, vượt qua 6 tuần của "Uptown Funk". "Apt." cũng trở thành bài hát đứng đầu bảng xếp hạng Úc lâu nhất được phát hành vào năm 2024, vượt qua 8 tuần từ "Taste" của Sabrina Carpenter, và là bản song ca quán quân nhiều tuần nhất kể từ "Cold Heart (Pnau remix)" (2021) của Elton John và Dua Lipa.

### Tại châu Mỹ và châu Âu
Ở Hoa Kỳ, "Apt." thu về 3,57 triệu lượt phát nhạc trong ngày đầu ra mắt. Sau một tuần lễ theo dõi số liệu, bài hát ra mắt ở hạng 8 trên Billboard Hot 100 nhờ vào 25 triệu lượt phát trực tuyến, 3,2 triệu khán giả theo dõi phát thanh và 14.000 lượt bán nhạc, qua đó trở thành đĩa đơn top 10 đầu tiên của Rosé và thứ 20 của Mars tại Hoa Kỳ. Rosé còn trở thành nghệ sĩ nữ K-pop đầu tiên trong lịch sử đạt top 10, vượt qua thứ hạng 13 từ nhóm nhạc Blackpink của cô với "Ice Cream" (2020), và gia nhập cùng Psy, BTS, Jimin và Jungkook với tư cách là nghệ sĩ K-pop đạt top 10 trên Billboard Hot 100. Đến ngày 11 tháng 1 năm 2025, sau tuần lễ giáng sinh, "Apt." trở lại top 10 ở vị trí thứ 5, giúp Rosé trở thành nghệ sĩ K-pop nữ đầu tiên đạt top 5 bảng xếp hạng này. Sang tuần lễ ngày 25 tháng 1, "Apt" đạt hạng 4 trên bảng xếp hạng Billboard Pop Airplay, vượt qua "Dynamite" (2020) của BTS để trở thành ca khúc của một nghệ sĩ K-pop đạt hạng cao nhất trong lịch sử bảng xếp hạng này. Tại Canada, "Apt." ra mắt ở hạng 2 trên Billboard Canadian Hot 100, cao nhất so với các đĩa đơn khác của Blackpink bao gồm các thành viên solo. Phía bên Anh Quốc, bài hát ra mắt ở hạng 4 trên UK Singles Chart và đưa Rosé trở thành nữ nghệ sĩ solo K-pop đầu tiên có đĩa đơn lọt top 10 trên bảng xếp hạng. Tuần tiếp theo, cô tiếp tục vượt qua kỷ lục vị trí cao nhất của chính mình đối với bất kỳ nữ nghệ sĩ solo K-pop nào khác trong lịch sử bảng xếp hạng Anh khi "Apt." vươn lên vị trí hạng 2. Sau 10 tuần trụ hạng top 10, bài hát trở lại vị trí thứ 2 vào đầu năm 2025. Ở Brasil, "Apt." ra mắt ở hạng 7 trên Billboard Brasil Hot 100.

## Biểu diễn trực tiếp
Rosé và Mars biểu diễn "Apt." lần đầu tiên tại lễ trao giải MAMA 2024 ở Osaka vào ngày 22 tháng 11 năm 2024. Buổi biểu diễn được ghi hình trước. Khi đó, cặp song ca diện bộ vest giống nhau, cùng nhau thực hiện vũ đạo vui tươi, với phần đệm đàn từ một ban nhạc. Tiếp đến, Rosé biểu diễn bài hát với Lee Young-ji trong tập The Seasons: Lee Young-ji's Rainbow phát sóng ngày 29 tháng 11. Ngày 3 tháng 12, nữ ca sĩ biểu diễn "Apt." và sau đó cover "Last Christmas" của Wham! trên Christmas Live Lounge 2024 của BBC Radio 1. Rosé hát medley bài hát này với "Toxic Till the End" trên The Tonight Show Starring Jimmy Fallon vào ngày 11 tháng 12 năm 2024.

## Video âm nhạc
Video âm nhạc của "Apt." do chính Mars đạo diễn cùng Daniel Ramos. MV được phát hành cùng ngày với đĩa đơn vào 18 tháng 10 năm 2024. Nội dung chủ yếu cho thấy Rosé và Mars trình diễn phong cách garage band, nghĩa là một ban nhạc hai nghệ sĩ gồm một người ca hát và một người gõ trống. Họ mặc áo khoác đen cùng màu và xuất hiện dưới tông nền màu hồng. Xuyên suốt video, cả hai người cùng ca hát nhảy nhót tung tăng và chơi trò chơi với nhau. Ngoài ra, Mars còn vẫy lá cờ Taegeukgi và trở nên "bấn loạn" lúc bị Rosé cưỡng hôn vào má. MV vượt qua 200 triệu lượt xem trên YouTube sau 11 ngày 22 giờ, lập kỷ lục là video của nữ nghệ sĩ solo K-pop đạt được cột mốc này nhanh nhất. Vào ngày 5 tháng 12, video "Apt." phá kỷ lục trở thành MV của một nghệ sĩ K-pop đạt 500 triệu lượt xem nhanh nhất trên nền tảng này. Sau đó, vào ngày 31 tháng 1 năm 2025, MV chính thức cán mốc 1 tỷ lượt xem chỉ sau 105 ngày kể từ khi ra mắt, trở thành video đạt 1 tỷ lượt xem nhanh thứ năm trong lịch sử YouTube và là video âm nhạc của một nghệ sĩ K-pop đạt cột mốc nói trên nhanh nhất, phá vỡ kỷ lục 158 ngày do "Gangnam Style" của Psy thiết lập trước đó.
Phóng viên Yang Seung-jun của The Korea Times khen ngợi cách tiếp cận độc đáo của video ca nhạc và viết rằng Rosé đã đóng vai trò quan trọng trong việc thiết lập định hướng sáng tạo của MV cùng với đạo diễn Daniel Ramos. Seung-jun nhận thấy phần hậu kỳ sử dụng chủ đề "nhảy múa và vui đùa theo phong cách phim hạng B" vui tươi, hoàn toàn khác xa so với các đặc điểm của MV K-pop truyền thống. Phóng viên cho biết MV "Apt." không sử dụng phong cách "kể chuyện công phu, những hình ảnh vũ đạo hoàn hảo và âm thanh bùng nổ, năng lượng cao" vốn định nghĩa nên K-pop. Thay vào đó, video giới thiệu "bài hát nhạc pop đúng nghĩa của K-pop", chính là sự hợp lực hấp dẫn giữa Rosé và Mars.

## Sử dụng
"Apt" từng được nhiều người nhại lạị, đáng chú ý nhất trong đó là nữ diễn viên Uhm Ji-yoon. Cô đăng tải một số bức ảnh lên mạng xã hội, với tiêu đề "Reconstruction Apt.". Uhm Ji-yoon cùng diễn viên hài Kwak Beom nhại lại ảnh bìa của "Apt.", trong đó Uhm đóng vai Rosé và Kwak là Bruno Mars. Sau đó, họ đăng tải một video parody có tựa đề "Rozem & Bruzi Mar – Jaegunchuk Apt. (Not Official Music Video)" trên YouTube. Kwak Beom bị chỉ trích vì đóng giả người da đen trong video, dẫn đến những hàm ý phân biệt chủng tộc.
Kênh YouTube "Martian Lil Doji" đăng tải video parody với tiêu đề "APT" vào ngày 31 tháng 10 năm 2024. Video remix "Apt." với ca từ mới và trong đó có sử dụng hình ảnh các lãnh đạo Bắc Triều Tiên Kim Jong-un và Kim Yo-jong do AI tạo ra. Nội dung video chế giễu Bắc Triều Tiên bằng cách thay đổi apateu thành "tên lửa". Video nhanh chóng đạt 3,48 triệu lượt xem tính đến ngày 5 tháng 11 năm 2024.

## Đội ngũ thực hiện
Thông tin phần ghi công được lấy từ ghi chú bìa đĩa đơn CD.
Thu âm
- Thu âm tại Glenwood Place Recording (Burbank, California)
- Trộn nhạc tại MixStar Studios (Virginia Beach, Virginia)
- Master tại Sterling Sound (Thành phố New York)

Đội ngũ
| - Rosé – giọng ca chính, sáng tác - Bruno Mars – giọng ca chính, sáng tác, sản xuất - Omer Fedi – sáng tác, sản xuất - Cirkut – sáng tác, sản xuất - Rogét Chahayed – sáng tác, sản xuất - Amy Allen – sáng tác - Christopher "Brody" Brown – sáng tác | - Philip Lawrence – sáng tác - Theron Thomas – sáng tác - Michael Chapman – sáng tác - Nicholas Chinn – sáng tác - Serban Ghenea – trộn nhạc - Bryce Bordone – trợ lý trộn nhạc - Chris Gehringer – master |

## Bảng xếp hạng
| Bảng xếp hạng (2024–2025)                               | Vị trí cao nhất |
| ------------------------------------------------------- | --------------- |
| Argentina (Argentina Hot 100)                           | 14              |
| Argentina (Monitor Latino)                              | 1               |
| Úc (ARIA)                                               | 1               |
| Áo (Ö3 Austria Top 40)                                  | 1               |
| Belarus Airplay (TopHit)                                | 2               |
| Bỉ (Ultratop 50 Flanders)                               | 3               |
| Bỉ (Ultratop 50 Wallonia)                               | 2               |
| Bolivia (Monitor Latino)                                | 1               |
| Bolivia (Billboard)                                     | 8               |
| Brasil (Brasil Hot 100)                                 | 7               |
| Bulgaria International (PROPHON)                        | 1               |
| Canada (Canadian Hot 100)                               | 2               |
| Trung Mỹ (Monitor Latino)                               | 1               |
| Trung Mỹ + Vùng Caribe (FONOTICA)                       | 5               |
| CIS (Tophit)                                            | 1               |
| Costa Rica (Monitor Latino)                             | 1               |
| Costa Rica (FONOTICA)                                   | 9               |
| Chile (Monitor Latino)                                  | 1               |
| Chile (Billboard)                                       | 9               |
| Colombia (Monitor Latino)                               | 1               |
| Colombia (Billboard)                                    | 22              |
| Croatia (Billboard)                                     | 13              |
| Cộng hòa Séc (Rádio Top 100)                            | 10              |
| Cộng hòa Séc (Singles Digitál Top 100)                  | 5               |
| Đan Mạch (Tracklisten)                                  | 6               |
| Cộng hòa Dominica (Monitor Latino)                      | 1               |
| Ecuador (Monitor Latino)                                | 1               |
| Ecuador (Billboard)                                     | 15              |
| Ai Cập (IFPI)                                           | 6               |
| El Salvador (ASAP EGC)                                  | 6               |
| El Salvador (Monitor Latino)                            | 4               |
| Estonia Airplay (TopHit)                                | 1               |
| Phần Lan (Suomen virallinen lista)                      | 15              |
| Pháp (SNEP)                                             | 3               |
| Đức (GfK)                                               | 1               |
| Thế giới Global 200 (Billboard)                         | 1               |
| Hy Lạp International (IFPI)                             | 2               |
| Guatemala (Monitor Latino)                              | 1               |
| Honduras (Monitor Latino)                               | 1               |
| Hồng Kông (Billboard)                                   | 1               |
| Hungary (Rádiós Top 40)                                 | 34              |
| Hungary (Single Top 40)                                 | 5               |
| Iceland (Tónlistinn)                                    | 2               |
| Ấn Độ International (IMI)                               | 1               |
| Ấn Độ (Billboard)                                       | 12              |
| Indonesia (ASIRI)                                       | 1               |
| Ireland (IRMA)                                          | 3               |
| Israel (Media Forest)                                   | 1               |
| Ý (FIMI)                                                | 8               |
| Nhật Bản (Japan Hot 100)                                | 1               |
| Nhật Bản Combined Singles (Oricon)                      | 1               |
| Kazakhstan Airplay (TopHit)                             | 1               |
| Mỹ Latinh (Monitor Latino)                              | 1               |
| Latvia (LaIPA)                                          | 2               |
| Latvia Airplay (LaIPA)                                  | 1               |
| Lebanon Airplay (Lebanese Top 20)                       | 2               |
| Lithuania (AGATA)                                       | 5               |
| Lithuania Airplay (TopHit)                              | 1               |
| Luxembourg (Billboard)                                  | 1               |
| Malaysia International (RIM)                            | 1               |
| Malaysia (Billboard)                                    | 1               |
| MENA (IFPI)                                             | 1               |
| Mexico (Monitor Latino)                                 | 1               |
| Moldova Airplay (TopHit)                                | 4               |
| Hà Lan (Dutch Top 40)                                   | 1               |
| Hà Lan (Single Top 100)                                 | 3               |
| New Zealand (Recorded Music NZ)                         | 1               |
| Nigeria (TurnTable Top 100)                             | 35              |
| Bắc Phi (IFPI)                                          | 4               |
| Na Uy (VG-lista)                                        | 3               |
| Panama (Monitor Latino)                                 | 1               |
| Paraguay (Monitor Latino)                               | 1               |
| Peru (Monitor Latino)                                   | 2               |
| Peru (Billboard)                                        | 2               |
| Philippines (Philippines Hot 100)                       | 1               |
| Ba Lan (Polish Airplay Top 100)                         | 1               |
| Ba Lan (Polish Streaming Top 100)                       | 3               |
| Bồ Đào Nha (AFP)                                        | 6               |
| Puerto Rico (Monitor Latino)                            | 3               |
| Romania (Romania Radio Airplay)                         | 1               |
| Romania (Romania TV Airplay)                            | 3               |
| Romania (Billboard)                                     | 10              |
| Nga Airplay (TopHit)                                    | 1               |
| San Marino (SMRRTV Top 50)                              | 1               |
| Ả Rập Xê Út (IFPI)                                      | 2               |
| Singapore ( RIAS)                                       | 1               |
| Slovakia (Rádio Top 100)                                | 12              |
| Slovakia (Singles Digitál Top 100)                      | 2               |
| Nam Phi (TOSAC)                                         | 8               |
| Hàn Quốc (Circle)                                       | 1               |
| Tây Ban Nha (PROMUSICAE)                                | 15              |
| Suriname (Nationale Top 40)                             | 16              |
| Thụy Điển (Sverigetopplistan)                           | 2               |
| Thụy Sĩ (Schweizer Hitparade)                           | 1               |
| Đài Loan (Billboard)                                    | 1               |
| Thổ Nhĩ Kỳ (Billboard)                                  | 10              |
| Thổ Nhĩ Kỳ International Airplay (Radiomonitor Türkiye) | 1               |
| Ukraina Airplay (TopHit)                                | 1               |
| UAE (IFPI)                                              | 1               |
| Anh Quốc (OCC)                                          | 2               |
| Hoa Kỳ Billboard Hot 100                                | 5               |
| Hoa Kỳ Adult Pop Airplay (Billboard)                    | 14              |
| Hoa Kỳ Dance/Mix Show Airplay (Billboard)               | 19              |
| Hoa Kỳ Pop Airplay (Billboard)                          | 4               |
| Uruguay (Monitor Latino)                                | 2               |
| Venezuela (Monitor Latino)                              | 1               |

| Bảng xếp hạng (2024)        | Vị trí cao nhất |
| --------------------------- | --------------- |
| Belarus Airplay (TopHit)    | 3               |
| CIS Airplay (TopHit)        | 1               |
| Estonia Airplay (TopHit)    | 4               |
| Kazakhstan Airplay (TopHit) | 1               |
| Latvia Airplay (TopHit)     | 4               |
| Lithuania Airplay (TopHit)  | 1               |
| Moldova Airplay (TopHit)    | 20              |
| Romania Airplay (TopHit)    | 1               |
| Nga Airplay (TopHit)        | 2               |
| Hàn Quốc (Circle)           | 1               |
| Ukraina Airplay (TopHit)    | 1               |

| Bảng xếp hạng (2024)              | Vị trí |
| --------------------------------- | ------ |
| Úc (ARIA)                         | 58     |
| Áo (Ö3 Austria Top 40)            | 61     |
| CIS Airplay (TopHit)              | 62     |
| Hà Lan (Dutch Top 40)             | 78     |
| Philippines (Philippines Hot 100) | 42     |
| Nga Airplay (TopHit)              | 100    |
| Hàn Quốc (Circle)                 | 25     |
| Thụy Sĩ (Schweizer Hitparade)     | 97     |

## Chứng nhận
| Quốc gia | Chứng nhận  | Số đơn vị/doanh số chứng nhận |
| --- | ----------- | ----------------------------- |
| Úc (ARIA)                                                                                                   | 2× Bạch kim | 140.000‡                      |
| Áo (IFPI Áo)                                                                                                | Bạch kim    | 30.000‡                       |
| Canada (Music Canada)                                                                                       | 4× Bạch kim | 320.000‡                      |
| Đan Mạch (IFPI Đan Mạch)                                                                                    | Vàng        | 45.000‡                       |
| Pháp (SNEP)                                                                                                 | Kim cương   | 333.333‡                      |
| Ý (FIMI) | Vàng        | 50.000‡                       |
| New Zealand (RMNZ)                                                                                          | 2× Bạch kim | 60.000‡                       |
| Ba Lan (ZPAV)                                                                                               | 2× Bạch kim | 100.000‡                      |
| Bồ Đào Nha (AFP)                                                                                            | 2× Bạch kim | 20.000‡                       |
| Tây Ban Nha (PROMUSICAE)                                                                                    | 2× Bạch kim | 120.000‡                      |
| Thụy Sĩ (IFPI)                                                                                              | Vàng        | 10.000‡                       |
| Anh Quốc (BPI)                                                                                              | Bạch kim    | 600.000‡                      |
| Hoa Kỳ (RIAA)                                                                                               | Bạch kim    | 1.000.000‡                    |
| Phát trực tuyến                                                                                             |             |                               |
| Nhật Bản (RIAJ)                                                                                             | Bạch kim    | 100.000.000                   |
| Toàn cầu | —           | 1,000,000,000                 |
| ‡ Chứng nhận dựa theo doanh số tiêu thụ và phát trực tuyến. · Chứng nhận dựa theo doanh số phát trực tuyến. |             |                               |

## Lịch sử phát hành
| Khu vực | Ngày                 | Định dạng                          | Hãng đĩa                 | Tham khảo |
| ------- | -------------------- | ---------------------------------- | ------------------------ | --------- |
| Nhiều   | 18 tháng 10 năm 2024 | CD tải kỹ thuật số phát trực tuyến | The Black Label Atlantic | [ 261 ]   |
| Ý       | 18 tháng 10 năm 2024 | Đài phát thanh                     | Warner Italy             | [ 262 ]   |
| Hoa Kỳ  | 22 tháng 10 năm 2024 | Đài phát thanh hit đương đại       | Atlantic                 | [ 263 ]   |
| Nhiều   | Tháng 3 năm 2025     | 7-inch vinyl                       | The Black Label Atlantic | [ 264 ]   |